# 馬克·安東尼·克里提庫斯
馬克·安東尼·克里提庫斯（拉丁語：Marcus Antonius Creticus）为公元前1世纪一位罗马政治家，安东尼家族成员。他是马克·安东尼·奥雷托尔之子，妻子为朱莉娅·安东尼。他有三个儿子，分别为后三头同盟之一的马克·安东尼、盖乌斯·安东尼以及卢基乌斯·安东尼。
公元前74年，被选为副执政官，并被授权组织军队，类似于前67年庞培所获得的授权。以清剿地中海上的海盗，从而配合攻打本都国王米特里達梯六世的行动。但其不仅无功而返，还洗劫了本应由他保护的省份。他进攻了与海盗结盟的克里特，但被完全击败，船只多遭沉没。古希腊历史学家狄奥多罗斯称他以可耻的条约救了自己。此后不久他便离开人世（公元前72年至71年）。通常认为其贪婪且无能，但普魯塔克形容他友善、真诚且慷慨。

### 脚注
1. ↑  Sallust, Histories iii, fragments ed. B. Maurenbrecher, p. 108; Marcus Velleius Paterculus ii.31.3; Cicero, In Verrem（英语：In Verrem）, iii.91
2. 1 2  Chisholm 1911.
3. ↑  Diodorus Siculus, Bibliotheca historica（英语：Bibliotheca historica） xl.1
4. ↑  Plutarch, Antony 1

### 书籍
- 本条目包含来自公有领域出版物的文本: Chisholm, Hugh (编). .  2 (第11版). London: Cambridge University Press. 1911.